# Siverskij
Siverskij è una cittadina della Russia europea nordoccidentale, situata nella oblast' di Leningrado (rajon Gatčinskij).
Sorge nella parte sudoccidentale della oblast', sulle sponde del fiume Oredež (affluente della Luga).